# Kláštery na svazích Popocatepetlu

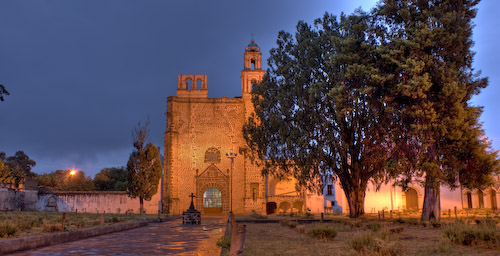
Convento de la Asunción de Nuestra Señora

Kláštery na svazích Popocatepetlu je název jedné z mexických kulturních památek zapsaných na seznamu světového dědictví UNESCO, na který byly zapsány v roce 1994. Jedná se o 14 klášterů pocházejících ze 16. století, kdy oblast okolo vulkánu Popocatépetl začali evangelizovat misionáři přicházející z evropského Španělska. Zprvu to byli františkáni, později i dominikáni a augustiniáni. Tyto sakrální stavby v koloniálním období sloužily jako architektonický vzor pro další kláštery v Novém Španělsku. V roce 2021 byla položka seznamu UNESCO rozšířena o areál františkánského kláštera a katedrály ve městě Tlaxcala. 

## Přehled klášterů
11 ze 14 klášterů se nachází ve státě Morelos, zbývající ve státě Puebla a Tlaxcalská katedrála ve státě Tlaxcala.
Puebla:
- Convento de San Francisco de Asís (San Andrés Calpan)
- Convento de San Miguel Arcángel (Huejotzingo)
- Convento de la Asunción de Nuestra Señora (Tochimilco)

Morelos:
- Convento de San Mateo Apostol (Atlatlahucan)
- Convento de la Asunción, v současnosti katedrála (Cuernavaca)
- Convento de Santo Domingo de Guzmán (Hueyapan)
- Convento de Santiago Apostol (Ocuituco)
- Convento de Santo Domingo (Oaxtepec)
- Convento de la Anunciación (Tepoztlán)
- Convento de Santo Domingo de Guzmán (Tetela del Volcán)
- Convento de San Juan Bautista (Tlayacapan)
- Convento de San Guillermo (Totolapan)
- Convento de San Juan Bautista (Yecapixtla)
- Convento de la Inmaculada Concepción (Zacualpan de Amilpas)

Tlaxcala:
- Catedral de Nuestra Señora de la Asunción de Tlaxcala